# 石魋
石魋（?—?），中国春秋时期卫国政治人物，石氏，石曼姑的儿子。
前478年（鲁哀公十八年、齐平公三年、卫庄公三年）鲁哀公和齐平公在蒙地会见结盟，孟武伯相礼，问高柴：“诸侯结盟，谁执牛耳？”高柴说：“鄫衍盟誓，执牛耳的是吴国公子姑曹，发阳盟誓，是卫国石魋。”孟武伯说：“那么这次就是我了。”前477年（鲁哀公十八年、卫君起元年）夏季，石圃赶卫君起逃亡到齐国。卫出公辄从齐国回国，赶走了石圃，恢复了石魋和太叔遗的官职。